# Criterios de Beers
Los criterios de Beers incluyen 41 fármacos o familias de fármacos que se consideran inadecuados para administrar en personas mayores de 65 años en cualquier circunstancia, y 7 que se consideran inadecuados en determinadas circunstancias o dosis. El Dr. Mark Howard Beers (1954 - 2009) geriatra estadounidense, creó por primera vez los criterios de Beers en 1991, a través del consenso de un panel de expertos mediante el método Delphi. La última actualización fue en 2019.

## Reacciones adversas en ancianos
Los ancianos son un grupo de alto riesgo para presentar reacciones adversas a medicamentos (RAM) debido a diversos factores:
- La farmacocinética de los medicamentos en los ancianos es diferente que en personas más jóvenes, y los fármacos presentan tendencia a acumularse.
- Los ancianos tienen problemas con el manejo de los medicamentos, tanto por exceso como por defecto.
- Son pacientes polimedicados. El número de medicamentos que toman las personas mayores tiende a incrementarse con la edad, lo que hace que los ancianos estén más expuestos a las RAM. Se calcula que el 40% de las personas mayores de 65 años toman 5 o más medicamentos diferentes cada semana.

Para intentar prevenir estas RAM es necesario conocer cuáles son los fármacos responsables de las mismas. La primera medida a adoptar es evitar la prescripción de aquellos fármacos que presentan un balance riesgos-beneficios inaceptables. En 1991 un grupo de expertos definió los Criterios de Beers, que han sido revisados en dos ocasiones posteriormente, y que incluyen los fármacos que deberían evitarse administrar a los pacientes mayores de 65 años de edad.
| Criterios de Beers | | |
| Gravedad           | Inadecuadas siempre | Inadecuadas en ocasiones |
| Alta               | Aceite mineral Amiodarona Amitriptilina Anfetaminas (excepto metilfenidato) Anorexígenos Anticolinérgicos y antihistamínicos Antiespasmódicos gastrointestinales Barbitúricos (excepto fenobarbital) Benzodiacepinas de vida media larga Clorpropamida Disopramida Doxepina Guanadrel Guanetidina Indometacina Ketorolaco Meperidina Meprobamato Mesoridacina Metildopa Metiltestosterona Nitrofurantoína Orfenadrina Pentazocina Relajantes musculares y antiespasmódicos Tioridacina Ticlopidina Trimetobenzamida | Cimetidina Clonidina Ciclandelato Dipiridamol Doxazosina Ergotamínicos Estrógenos orales Ácido etacrínico Isoxsuprina Propoxifeno |
| Baja               | Fluoxetina (diaria) AINE de vida media larga Benzodiacepinas de vida media corta Laxantes estimulantes | Digoxina (>0,125 mg/d excepto en arritmias) Sulfato ferroso (>325 mg/d) Reserpina (>0,25 mg/d)                                    |

## Prevención de RAM en ancianos
Se han publicado pocos estudios en los que se evalúe la eficacia de las diferentes medidas que se han propuesto para evitar las RAM en las personas de edad, entre las que se encuentran:
- Revisar con frecuencia los medicamentos que toman los ancianos, y retirar los innecesarios, considerando la posibilidad de sustituirlos por medidas no farmacológicas
- Ajustar la dosificación de los medicamentos en función del filtrado glomerular, estimado mediante las fórmulas de Cockcroft-Gault o MDRD
- Revisar las posibles causas de la mala adherencia al tratamiento, incluyendo las voluntarias.

## Discrepancias
Según un estudio, realizado en un servicio de urgencias de EE. UU., los fármacos incluidos en los criterios de Beers causaron pocas RAM en pacientes mayores de 65 años comparados con otros fármacos. Observando que para prevenir RAM en ancianos puede ser más eficaz prestar especial atención a la insulina, los anticoagulantes orales y la digoxina.